# Henry Nottidge Moseley
Pour les articles homonymes, voir Moseley.
Henry Nottidge Moseley, né le 14 novembre 1844 à Wandsworth et mort le 10 novembre 1891, est un naturaliste britannique.

## Biographie
Né à Wandsworth le 14 novembre 1844, Henry Moseley est le fils du mathématicien Henry Moseley (en). Il étudie à Harrow School et obtient son Bachelor of Arts en 1868 à Oxford puis son Master of Arts en 1872, puis étudie la médecine à l'université de Londres. Il épouse Miss Jeffreys en 1881.
Il effectue de nombreux voyages, à Ceylan et en Californie et dans l’Oregon, mais c’est surtout son tour du monde, de 1873 à 1876 à bord de l’HMS Challenger qui lui fait parcourir plus de 120 000 km. Il commence à travailler à l’université de Londres en 1879 et obtient la chaire Linacre d’anatomie humaine et d’anatomie comparée en 1881.
Moseley devient membre de la Royal Society en 1877 et reçoit la médaille de la Royal Society en 1887. Il est également membre d’autres sociétés savantes, dont la Zoological Society of London, la Geological Society of London, etc.
Il est notamment l’auteur de :
- On Oregon (1878).
- On the Structure of the Sylasteridae (1878).
- Notes by a Naturalist on the Challenger (1879).

Il se consacre à l’étude des invertébrés comme les péripates, la phylogénie des arthropodes, le corail, les mollusques, mais aussi à la botanique, principalement durant l'expédition du Challenger. 
Un sommet de la péninsule Courbet des îles Kerguelen et un col lui sont dédiés. Son nom a également été donné à un renoncule natif des îles Kerguelen et Marion : Ranunculus moseleyi (voir la liste plantes des îles Kerguelen) et à un diptère aptère natif des îles Kerguelen et Heard vivant dans les feuilles du chou de Kerguelen : Calycopteryx mosleyi.
Le physicien britannique Henry Gwyn Jeffreys Moseley est son fils.

## Sources
- Allen G. Debus (dir.), World Who’s Who in Science. A Biographical Dictionary of Notable Scientists from Antiquity to the Present, Chicago, Marquis-Who’s Who, 1968, XVI + 1855 p.